# XnView
XnView — багатоплатформна програма для перегляду та редагування графічних зображень, що підтримує понад 500 форматів файлів. Розроблена та підтримується XnSoft, розповсюджується безкоштовно для некомерційного використання (Freeware) але існувала і платна версія (XnView Deluxe). Поточними версіями є XnView Classic для Windows та XnView MP для *nix-систем, Mac OS X і Windows.

## Основні можливості
Основне робоче середовище XnView складається з панелі ліворуч, де міститься дерево папок, і вікна, де переглядається їхній вміст. Зображення можуть фільтруватися та відсортовуватися за багатьма параметрами. Користувачі можуть давати зображенням власні текстові та колірні мітки. Для виконання однотипних завдань передбачене пакетне оброблення зображень. Панель інструментів вгорі може налаштовуватися користувачами на власний розсуд, включаючи як набір інструментів, так і їхні іконки.
XnView має режим попереднього перегляду (ескізів) файлів, перегляду файлів у вікні і в повноекранному режимі, надає зменшення/збільшення видимого розміру зображення, перегляд багатосторінкових та анімованих зображень. Програма може отримувати зображення зі сканера. Здатна відображати відомостей про зображення, включно з інформацією в форматі EXIF, виконувати підрахунок кількості використаних в картинці кольорів.
У програмі реалізовано відображення файлів в режимі слайд-шоу у вікні і повноекранному режимі, встановлення зображення, що переглядається як шпалер робочого столу, можливість встановити деякі теки як обрані для швидкого доступу до них, перегляд відеофайлів при наявності відповідних кодеків в системі.
Програма дозволяє здійснювати такі види редагування: зміна розміру зображення і полотна, обрізка зображення, обертання на довільну кількість градусів, відображення по горизонталі або вертикалі, зміна яскравості, контрастності, балансу і гами. Також на зображення можуть накладатися фільтри: посилення різкості, підкреслення контурів і рельєфу, розмиття зображень, завихрення, кристалізація, нанесення інею. Ефекти: старіння, негатив, соляризація, автовідсічення, вирівнювання, усунення ефекту червоних очей, додавання тексту чи водяного знака на зображення. Також XnView здатна захоплювати зображення з екрана.

## XnView MP
Версія XnView MP (XnView Multi Platform) об'єднує всі версії для різних платформ (*nix, Mac OS X і Windows) в одному проєкті з єдиним зовнішнім виглядом інтерфейсу (заснованому на Qt). MP цілком підтримує юнікод і можливість завантаження зображень з великою глибиною кольору (8/16/32 біт на канал), має поліпшену базу даних та локалізацію, в тому числі українську.

## XnResize
Простенька програма, що зменшує зображення.